# Toppserien
Toppserien er den øverste fodboldliga for kvinder i Norge. Den blev etableret i 1984.

## Hold i 2019
| Hold           | Hjemby              | Hjemmebane              | I Toppserien siden | Første kamp | Sæsoner |
| -------------- | ------------------- | ----------------------- | ------------------ | ----------- | ------- |
| Arna-Bjørnar   | Indre Arna (Bergen) | Arna Idrettspark        | 2006               | 2001        | 18      |
| Avaldsnes      | Avaldsnes           | Avaldsnes Idrettssenter | 2013               | 2013        | 7       |
| Fart           | Hamar               | Fartbana                | 2019               | 2008        | 3       |
| Klepp          | Kleppe              | Klepp stadion           | 1987               | 1987        | 33      |
| Kolbotn        | Kolbotn             | Sofiemyr                | 1995               | 1995        | 25      |
| LSK Kvinner    | Lillestrøm          | LSK-Hallen              | 1987               | 1987        | 33      |
| Lyn            | Oslo                | Kringsjå kunstgress     | 2018               | 2018        | 2       |
| Røa            | Oslo                | Røa kunstgress          | 2000               | 2000        | 20      |
| Sandviken      | Bergen              | Stemmemyren             | 2015               | 1987        | 26      |
| Stabæk         | Bærum               | Nadderud Stadion        | 2009               | 2009        | 11      |
| Trondheims-Ørn | Trondheim           | Koteng Arena            | 1987               | 1987        | 33      |
| Vålerenga      | Oslo                | Intility Arena          | 2012               | 2012        | 8       |

## Vindere

### Vindere efter år
Følgende medaljer er givet::
| År   | Mestre             | Andenplads     | Tredjeplads    | Ligaens navn |
| ---- | ------------------ | -------------- | -------------- | ------------ |
| 1984 | Sprint-Jeløy       | Trondheims-Ørn | Nymark         | 1. divisjon  |
| 1985 | Nymark             | Asker          | Trondheims-Ørn | 1. divisjon  |
| 1986 | Sprint-Jeløy       | Troll          | Klepp Grand    | 1. divisjon  |
| 1987 | Klepp              | Sprint-Jeløy   | Asker          | 1. divisjon  |
| 1988 | Asker              | Klepp          | Trondheims-Ørn | 1. divisjon  |
| 1989 | Asker              | Sprint-Jeløy   | Klepp          | 1. divisjon  |
| 1990 | Sprint-Jeløy       | Asker          | Klepp          | 1. divisjon  |
| 1991 | Asker              | Sprint-Jeløy   | Sandviken      | 1. divisjon  |
| 1992 | Asker              | Setskog/Høland | Sprint-Jeløy   | 1. divisjon  |
| 1993 | Sprint-Jeløy       | Trondheims-Ørn | Asker          | 1. divisjon  |
| 1994 | Trondheims-Ørn     | Asker          | Sprint-Jeløy   | 1. divisjon  |
| 1995 | Trondheims-Ørn     | Setskog/Høland | Sandviken      | 1. divisjon  |
| 1996 | Trondheims-Ørn     | Sandviken      | Asker          | Eliteserien  |
| 1997 | Trondheims-Ørn     | Asker          | Klepp          | Eliteserien  |
| 1998 | Asker              | Trondheims-Ørn | Athene Moss    | Eliteserien  |
| 1999 | Asker (6)          | Trondheims-Ørn | Klepp          | Eliteserien  |
| 2000 | Trondheims-Ørn     | Asker          | Kolbotn        | Toppserien   |
| 2001 | Trondheims-Ørn     | Kolbotn        | Arna-Bjørnar   | Toppserien   |
| 2002 | Kolbotn            | Asker          | Trondheims-Ørn | Toppserien   |
| 2003 | Trondheims-Ørn (7) | Kolbotn        | Asker          | Toppserien   |
| 2004 | Røa                | Trondheims-Ørn | Fløya          | Toppserien   |
| 2005 | Kolbotn            | Team Strømmen  | Fløya          | Toppserien   |
| 2006 | Kolbotn (3)        | Trondheims-Ørn | Røa            | Toppserien   |
| 2007 | Røa                | Kolbotn        | Asker          | Toppserien   |
| 2008 | Røa                | Team Strømmen  | Asker          | Toppserien   |
| 2009 | Røa                | Stabæk         | Kolbotn        | Toppserien   |
| 2010 | Stabæk             | Røa            | Kolbotn        | Toppserien   |
| 2011 | Røa (5)            | Stabæk         | Kolbotn        | Toppserien   |
| 2012 | Lillestrøm SK (1)  | Stabæk         | Arna-Bjørnar   | Toppserien   |
| 2013 | Stabæk (2)         | Lillestrøm SK  | Arna-Bjørnar   | Toppserien   |
| 2014 | Lillestrøm SK (2)  | Stabæk         | Arna-Bjørnar   | Toppserien   |
| 2015 | Lillestrøm SK      | Avaldsnes      | Røa            | Toppserien   |
| 2016 | Lillestrøm SK      | Avaldsnes      | Stabæk         | Toppserien   |
| 2017 | LSK Kvinner        | Avaldsnes      | Stabæk         | Toppserien   |
| 2018 | LSK Kvinner        | Klepp IL       | Arna-Bjørnar   | Toppserien   |
| 2019 | LSK Kvinner (7)    | Vålerenga      | Klepp IL       | Toppserien   |
| 2020 | Vålerenga (1)      | Rosenborg      | Avaldsnes      | Toppserien   |